# Сборяново
„Сборяново“ е историко-археологически резерват в Североизточна България, на 10 km от град Исперих, близо до село Свещари.
В резервата се включват над 140 археологически и културни паметници — древни селища, светилища и некрополи на траки езичници, българи християни и хетеродоксни мюсюлмани, някои от които функционират и до наши дни. Най-значимите от тях са:
- останките от древния тракийски град Хелис;
- тракийското светилище на „Камен рид“;
- Свещарската гробница, обявена от ЮНЕСКО за обект на световното културно-историческо наследство;
- Мюсюлманското светилище Демир баба теке, почитано много от алевитите;
- Историческият музей в град Исперих.

Намира се под №49 в списъка на Стоте национални туристически обекта на Българския туристически съюз. Културно-историческата зона, обхващаща местността „Сборяново“ и територията между селата Малък Поровец и Свещари, е обявена за историко-археологически резерват с РМС № 19 от 08.12.1988 г. (ДВ бр.96/1988 г.).